# SN 2009gb
SN 2009gb – supernowa typu Ia odkryta 9 czerwca 2009 roku w galaktyce E447-G37. W momencie odkrycia miała maksymalną jasność 14,90m.